# Ursitz József
Ursitz József (Etes, 1911 – Petőfibánya, 2010) Kossuth-díjas bányamérnök, kiváló feltaláló, a Mátraaljai Szénbánya Vállalat osztályvezetője, főmérnöke.

## Életútja
1927-ben a salgótarjáni kőszénbányában inasként, majd lóvezetőként dolgozott. 1929-től csatlós, majd csillés, 1933-tól segédvájár. Később Pernyepusztán (Petőfibányán) lett csapatvezető vájár.
1945 után munka mellett tanult, szakérettségit tett, majd a szakszervezeti iskola után elvégezte a Közgazdasági Egyetemet, majd az Állami Műszaki Főiskolát. A mérnöki diploma megszerzése után Pécsre került, ahol a megyei pártbizottság ipari osztályán dolgozott, majd Komlón lett bányaigazgató.
Részt vett a sztahanovista mozgalomban. Kiemelték, az 1950-es években a Szovjetunióba és más szocialista országokba küldték tanulmányútra.
1954-től a Mátraaljai Szénbánya Vállalat osztályvezetője, fejlesztőmérnöke, végül főmérnöke lett.
1959-ben frontfejtések biztosítására alkalmas hidraulikus páncélpajzsot tervezett, amiért 1962-ben Kossuth-díjjal jutalmazták.

## Családja
Apai ágon sváb felmenői voltak, a család az 1870-es években költözött Stájerországból Magyarországra.

## Díjai
1955-ben a Bányászat Kiváló Dolgozója címmel jutalmazták; 1956-ban a Munka Érdemrendet és a Bányász Szolgálati Érdemrendet kapta meg. 1961-ben a Kiváló Feltaláló Díj arany fokozatával, 1967-ben a Honvédelmi Érdeméremmel ismerték el. 1970-ben a Felszabadulási Jubileumi Emlékérmet és a Munka Érdemrend arany fokozatát adományozták neki.
1962-ben megkapta a Kossuth-díj II. fokozatát, az indoklás szerint „a bányászat műszaki fejlesztése érdekében végzett kísérletező, kezdeményező, újító munkájáért, valamint az »önmozgó páncélpajzs« alkalmazásának bevezetéséért”.
2012-ben Petőfibánya község díszpolgári címmel ismerte el tevékenységét.